# Macrocoma cylindrica
Macrocoma cylindrica is een keversoort uit de familie bladkevers (Chrysomelidae). De wetenschappelijke naam van de soort werd in 1846 gepubliceerd door Küster.